# دولف فن در ناخل
دولف فن در ناخل (هلندی: Dolf van der Nagel; ۲۸ مهٔ ۱۸۸۹ – ۱۰ اکتبر ۱۹۴۹) بازیکن فوتبال اهل هلند بود.